# Petunia bonjardinensis
Petunia bonjardinensis là loài thực vật có hoa trong họ Cà. Loài này được Ando & Hashimoto miêu tả khoa học đầu tiên năm 1993.